# Rudgy Pajany
Rudgy Pajany, nascido Jérôme Pajany, (Dakar, 6 de julho de 1990) é um cantor francês especializado em covers de de 60, 70 e 80, músicas. Ele é mais particularmente conhecida por seus títulos Mistral Gagnant (em 2013) e Pt Silêncio (em 2015) 

## Biografia
Rudgy Pajany ganhou notoriedade internacional devido à difusão através de meios de comunicação de todo o mundo (Itália, Estados Unidos, França) de sua Mistral Forecast e Pt Silêncio cobre. 
Em 2016, o álbum Pluie D'été, o primeiro single de que foi o Pt Silêncio. O álbum também inclui uma canção escrita por Hervé Vilard para Rudgy Pajany, J ne serai jamais

## Discografia[6]

### Álbuns
- Mes Jours (2014)
- Pluie d'été (2015)
- Pluie D'été édition spéciale[7] (2018)[8]

Próximo álbum (2018)
Durante a sua última entrevista na emissora de rádio Chérie80 s, o artista anunciou que seu próximo álbum seria lançado em 2018.

Concerto De Barcelona

### Singles[9]
- MIstral Forecast (2013)
- La Bohème (2014)
- Pt Silêncio (2015)
- Objectif Terre (2015)
- Mon Amant de St Jean (2016)
- Maman (2017)[10]